# Dean ML
La Dean ML è una chitarra elettrica realizzata dalla Dean Guitars nel 1977 assieme alle sue controparti: V, Cadillac e Z. Ha un design insolito, con la paletta e il fondo del corpo a forma di V. È stata resa popolare dal chitarrista dei Pantera Dimebag Darrell, della quale realizzò tre varianti: la Dixie Rebel, la Stealth e la Razorback.
Il manico ha una piccola forma a V, che facilita alcuni chitarristi a suonare più velocemente. La sagoma si adatta più comodamente alle mani di alcuni chitarristi. Il design distribuisce la massa della chitarra su un'area più grande rispetto ad altre, per massimizzare il sustain. Anche la paletta a forma di V e il metodo "string-through-body" furono applicate per massimizzare il sustain e migliorare il tono. Il corpo della Dean ML richiama una Gibson Flying V combinata con la metà superiore di una Explorer.

## Storia
Dean Zelinsky creò la ML nel 1977, sforzandosi di migliorare suono e sustain. La lunghezza delle corde e i loro angoli più alti, a causa delle dimensioni della paletta, contribuiscono alla panoramica della risonanza. La Dean ha reso disponibile la ML ad altre marche dandogli la licenza.
La ML è nominata in onore dell'amico di Zelinsky Matthew Lynn, morto di cancro.
La sagoma della ML è disponibile anche per la Baby Series in una versione con la scala più corta. La linea di bassi Dean "Metalman" comprende un modello Metalman ML.
Nella modalità "Crea strumento" del videogioco Guitar Hero: World Tour c'è un corpo simile a quello della ML.

### Dean From Hell
La "Dean From Hell" è una ML usata da Dimebag Darrell, visibile sulla copertina di Cowboys from Hell, nel video musicale dell'omonimo singolo e nei live-video tra il 1991 e il 1994. Ha una colorazione personalizzata ritraente un cielo con fulmini, è instradata per un Floyd Rose, ha un pick-up Bill Lawrence L-500XL al ponte e un DiMarzio DP100 al manico, due manopole per il volume, una per il tono e la tastiera in palissandro. Quella originale ha inoltre un adesivo dei Kiss sulla punta superiore in basso a sinistra, molteplici abrasioni sul corpo e bruciature di petardi innescati da Abbott sulle punte della paletta. Sul top sono scritte le parole "THE DEAN FROM HELL" con un pennarello indelebile nero. Dopo la morte del chitarrista è andata in possesso alla Dean Guitars, che la espone regolarmente al NAMM show.
Quando Darrell era sponsorizzato dalla Washburn Guitars colorò una 333 in maniera simile alla Dean From Hell e la chiamò Dimebolt.

### Six-String Masterpieces
La "Six-String Masterpieces" è un tributo caritativo per Dimebag Darrell. Musicisti, tatuatori e artisti contemporanei hanno dipinto, scolpito o disegnato proprie opere su una Dean ML. Hanno partecipato più di 70 artisti, inclusi Jerry Cantrell, James Hetfield, Kirk Hammett, Dave Grohl, Ozzy Osbourne, Kerry King, Joe Satriani, Marilyn Manson, Zakk Wylde e Rob Zombie. Sono state esposte al NAMM Show e all'Ozzfest 2006, a Headbangers Ball di MTV e nel 2011 al Mesa Contemporary Arts Center. L'esposizione è stata curata da Curse Mackey dei Pigface.

## ML 30º anniversario
Nel 2007, per il 30º anniversario della ML e della V, la Dean ha prodotto 100 ML con il logo "Dean 30th Anniversary" stampato sulla paletta e sulle cover dei pick-up. Sono state firmate da Dean Zelinsky e avevano una finitura nera trasparente e la custodia rigida.

## Colori disponibili
- Classic Black
- Time Capsule
- Black Satin
- Transbrazilia Burst
- Ocean Burst
- Scary Cherry
- Dean From Hell
- Dimebag Concrete Sledge (edizione limitata a 333 esemplari con paletta superstrat rovesciata)[7]
- Dimebag Far Beyond Driven (TransBrazilia o con la copertina dell'album)
- Cowboys from Hell
- Dime Slime
- Dime-O-Flame
- Dime-O-Flage

Tutti i modelli firmati da Dimebag hanno come ponte il Floyd Rose Special, pick-up Seymour Duncan "Dimebucker" al ponte e Dean DMT Design al manico. Solo la Concrete Sledge ha il Floyd Rose 1000 e un Bill Lawrence L500XL al ponte. La Cowboys From Hell e la Far Beyond Driven hanno solo il Dimebucker al ponte per far spazio alla copertina degli album.

## Artisti
Alcuni chitarristi celebri che hanno usato la Dean ML sono Eric Peterson, Dimebag Darrell, Michael Angelo Batio, Corey Beaulieu, Matt Heafy Mike Terry, Wayne Static, e Michael Schenker.